# جابروفوتسي
جابروفوتسي (بالبلغارية: Игнатовци)‏ قرية تقع إدارياً ضمن مقاطعة غابروفو في بلغاريا. تعتمد جابروفوتسي للبريد على الرمز البريدي 5370.